# Iglesia de Dios en Cristo
La Iglesia de Dios en Cristo (en inglés: Church of God in Christ) es una asociación cristiana evangélica internacional de iglesias pentecostales. Su sede se encuentra en Memphis, Tennessee, Estados Unidos.

## Historia

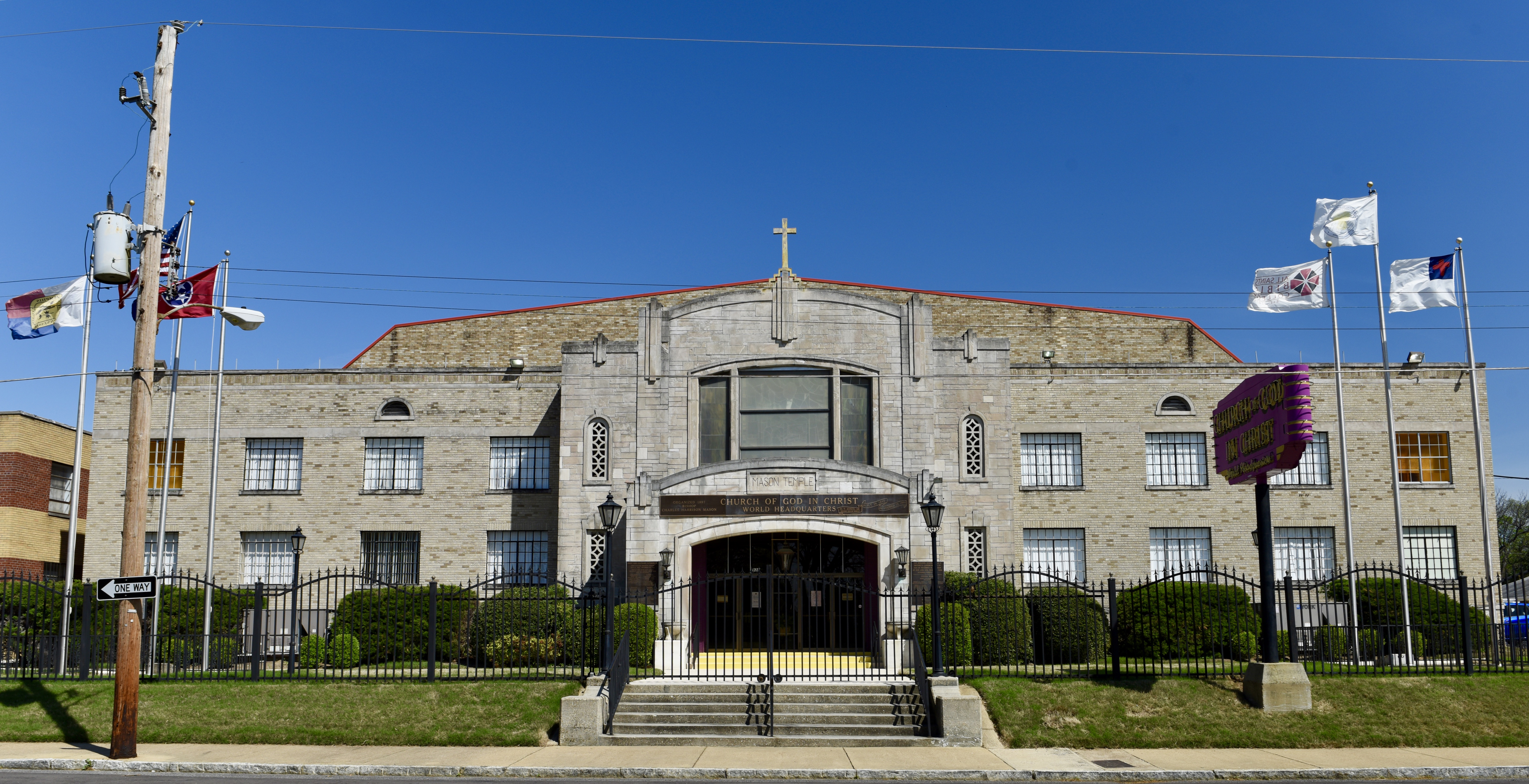
Edificio del Templo Mason, sede de la Iglesia de Dios en Cristo, en Memphis, Estados Unidos.

En 1895, los ministros bautistas afroamericanos Charles Price Jones y Charles Harrison Mason comenzaron a enseñar la perfección cristiana del metodista John Wesley en sus iglesias bautistas en Mississippi (en contradicción con la doctrina de santificación progresiva). Los líderes de la Convención de Mississippi de la Convención Bautista Nacional, EE. UU. intervinieron y expulsaron a Jones y Mason. La Iglesia fue fundada en 1897 por Mason y Jones, después de una convención en Jackson. En 1907, Mason fue a Los Ángeles para investigar el Reavivamiento de la Calle Azusa. Durante su visita, afirmó haber recibido el bautismo del Espíritu Santo y haber tenido una experiencia de “glosolalia”. A su regreso a Jackson, Mississippi, el relato de su experiencia encontró cierta oposición. Los líderes no estuvieron de acuerdo en que “hablar en lenguas” fuera una prueba obligatoria del bautismo del Espíritu Santo. En 1907, en la convocatoria de la Iglesia en Jackson, se produjo una división entre Jones y otros líderes sobre este tema. Mason fue expulsado por aceptar creencias pentecostales y convocó una reunión en Memphis a finales de año que inició la reorganización de la Iglesia. Jones fundó la Iglesia de Cristo. En 2007, Charles Edward Blake fue nombrado presidente de la Iglesia. En 2016, la Iglesia tenía 5,5 millones de miembros en 60 países de todo el mundo. En 2021, John Drew Sheard Sr. fue nombrado presidente de la Iglesia.

## Estadísticas
Según un censo de la asociación de iglesias, estuvo presente en 112 países en 2022.

## Creencias
La Iglesia de Dios en Cristo tiene una confesión de fe pentecostal.